# Hádej, kdo přijde na večeři
Hádej, kdo přijde na večeři (v anglickém originále Guess Who's Coming to Dinner) je americký psychologicko-romantický film režiséra Stanleyho Kramera z roku 1967 se Spencerem Tracym, Sidney Poitierem, Katharine Hepburnovou a Katharine Houghtonovou v hlavních rolích.
Snímek řeší psychologické problémy a přežívající rasové předsudky bílých rodičů (otec Spencer Tracy a matka Katharine Hepburnová), jejichž jediná dcera (Katharine Houghtonová) si přivede na večeři domů svého snoubence, úspěšného lékaře černocha Johna Prentice (Sidney Poitier).
Šlo o poslední film Spencera Tracyho, který ho natáčel už těžce nemocný a zemřel půl roku před premiérou. Katharine Hepburnová byla v civilním životě tetou své filmové dcery Katharine Houghtonové.[zdroj?]

## Ocenění
Film byl nominován celkem na osm cen Americké akademie filmových umění a věd Oscar, z nichž získal dvě: za ženský herecký výkon v hlavní roli (Katharine Hepburnová) a za původní scénář (William Rose). Katharine Hepburnová za tento snímek získala svého druhého Oscara (ze čtyř).